# الشوامي (الشاهل)

تعديل مصدري - تعديل

الشوامي هي إحدى قرى عزلة الامرور بمديرية الشاهل التابعة لمحافظة حجة، بلغ تعداد سكانها 130 نسمة حسب تعداد اليمن لعام 2004.